# Acuérdate de vivir
Acuérdate de vivir es una película dramática mexicana de 1953 dirigida por Roberto Gavaldón y protagonizada por Libertad Lamarque, Carmen Montejo y Miguel Torruco.

## Argumento
La profesora de piano Yolanda se muda a la capital porque el hombre que ama se ha casado por error con su hermana. Allí enseñará en un jardín de infancia y la familia de uno de los estudiantes la acogerá. La madre, que está en silla de ruedas, le pedirá ayuda para criar a los niños. El hombre que se casó con la hermana de Yolanda, sin embargo, hace sospechar al hijo mayor que hay algo más entre Yolanda y el padre de familia, Manuel.

## Reparto
- Libertad Lamarque como Yolanda.
- Carmen Montejo como Leonora.
- Miguel Torruco como Manuel Iturbide.
- Joaquín Cordero como Jorge, adulto.
- Elda Peralta como Marta.
- Yolanda Varela como Silvia.
- Luis Rodríguez como Andrés.
- Tito Novaro como José Eduardo Pacheco.
- Dolores Camarillo como Margarita.
- Juan Orraca Jr. como Andrés, niño.
- Nicolás Rodríguez Jr. como Jorge, niño.
- Bárbara Gil como Esther.
- Tito Junco como Ingeniero Raúl Fuentes.